# 우라칸 발렌시아 CF
우라칸 발렌시아 CF(Huracán Valencia Club de Fútbol)는 스페인 발렌시아 지방의 도시인 토렌트를 연고로 했던 축구 클럽이었다. 이 클럽은 2011년에 창단되었으며, 토텔리아노 일리세 CF의 역사를 이어받아 테르세라 디비시온에서 클럽의 역사를 시작해 2016년에 해체할 때까지 세군다 디비시온 B에서 활동했다.

## 역대 감독
| 감독            | 임기        |
| --------------- | ----------- |
| 니코 에스테베스 | 2011 ~ 2013 |